# Germaine Raynal

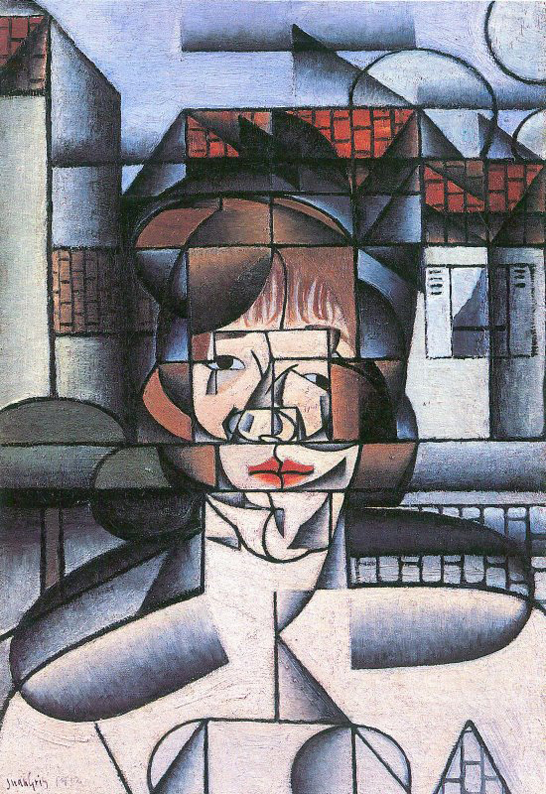
Portait de Germaine Raynal (1912) de Juan Gris

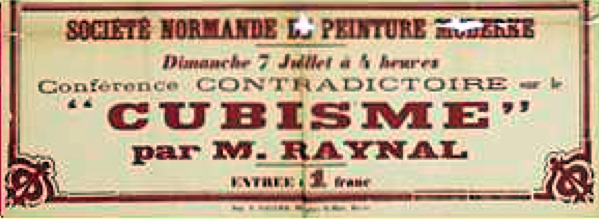
Conférence de Maurice Raynal sur le cubisme à la Société normande de peinture moderne à Rouen en 1912

Germaine Raynal (née Augustine Rolland le 22 août 1893 à Paris et décédée le 27 juillet 1970 à Quimperlé) est une des rares compositrices de musique légère dans les années folles à connaître le succès dans les théâtres parisiens. 
Avec Louis Urgel (pseudonyme d'Antoinette Marie Legru-Lhenoret) et Jane Vieu, mais bien avant Jane Bos, Mireille et Marguerite Monnot dans les années 1930, elle s'illustre surtout dans l'opérette.

## Biographie
Augustine Rolland est née le 22 août 1893 dans le 14e arrondissement de Paris, de Jeanne Berthe Rolland et de père inconnu. Elle prend le nom de Leveau par légitimation, à la suite du mariage de sa mère avec Louis Pierre Henri Leveau, lorsqu'elle est âgée de 5 ans. Germaine Leveau épouse Maurice Raynal (1884-1954) en septembre 1919. Cet influent critique d'art moderne lui ouvre les portes du Tout-Paris. 
Le jeune couple fait partie de l'élite mondaine parisienne. La compositrice est toujours entourée d'artistes influents (Jean Chemat, Pierre Humble, Jean Liamine). Proche de peintres importants des années folles, elle sert de modèle à Henri Matisse et Juan Gris, par exemple dans Nu gris au bracelet pour le premier. 
La revue de référence Comoedia participe à sa notoriété à trois occasions : en avril 1920, deux colonnes sont consacrées à l'avant-première de La Belle du Far-West ; en février 1929, un article relate son projet avorté Juanita et Cie ; en 1934, sous le nom de plume de Jules Delini, elle est mentionnée pour deux opérettes françaises Six jeunes filles à cheval créées à l'Alhambra. Cette même année, elle travaille simultanément avec Jean Toulout et René Guissart.
Elle meurt le 27 juillet 1970 à Quimperlé.

## Œuvres
- 1917 : Le Billet de cent francs, opérette « bien française »[8] de Germaine Raynal et Hubert Mouton sur un livret d'Edmond Pingrin et de William Burtey. Créée en novembre grâce à l'impresario Mervel à l'Empire, Avenue de Wagram.
- 1917 : Mam'zelle Vendémiaire, opérette en trois actes coécrite avec Ernest Gillet sur un livret de Lénéka et Armand Foucher. Création à la Gaité-Lyrique. L'œuvre est toujours donnée par la troupe du Théâtre Montparnasse en octobre 1919[9].
- 1918 : La Dame de Monte-Carlo, opérette en trois actes, coécrite avec Hubert Mouton sur un livret d'Edmond Pingrin et de Georges Léglise. Gyska (Magny-Warna) et Lord Barsons (André Baugé). Première à l'Opéra-Comique en octobre.
- 1920 : La Belle du far-West, opérette en trois actes sur un livret de Maurice de Marsan. Andrée Marly, Simone Judic, Aimé Simon-Girard et Polin. Création en avril, sans répétition générale, ouverte au public à l'Apollo[10].
- 1920 : La Reine ardente, opérette en trois actes sur un livret de Monsieur Pingrin. Distribution : La Reine ardente (Reine Denis), Roi Petaud (Lucien Prad), Princesse (Jane Aubert), Lulu (Mlle Djimmy)
- 1922 : Pouick, opérette en trois actes sur un livret de Maurice de Marsan. Création à l'Apollo en mai.
- 1932 : Charlot à Paris sur un livret d'A. De Montgon. Partition coécrite avec Jean Liamine. Création aux Folies-Wagram en février.
- 1936 : Les Trois Nuits de Saïgon, quatre actes sur un livret d'Alfred Gragnon.
- 1943 : Le p'tit jeune homme

### Musique de film
- 1934 : La Reine de Biarritz de Jean Toulout.
- 1934 : Le Prince de minuit de René Guissart.

### Ouvrage
- David Raynal, Maurice Raynal. La Bande à Picasso, Ouest France, 2008, 140 p.  (ISBN 978-2-7373-4612-5).

#### Articles de presse (par ordre chronologique de parution)
- Le Figaro, 20 octobre 1917, page 4, Spectacles et concerts
- L'homme libre fondé par Georges Clemenceau, 21 octobre 1918, page 2, Les premières. Aux Variétés : La Dame de Monte-Carlo, article de Paul Lombard[Lequel ?].
- Le Rappel, 22 octobre 1918, page 2, Chronique dramatique : au Théâtre des Variétés, La Dame de Monte-Carlo, article de Léon Miral.
- Le XIXe siècle, 22 octobre 1918, page 2, Chronique dramatique : au Théâtre des Variétés - La Dame de Monte-Carlo, article de Léon Miral[11].
- La Liberté, 22 octobre 1918, page 2, publicité de La Dame de Monte-Carlo.
- La Presse, 28 mars 1919, page 2, Le Théâtre, Courrier des Spectacles.
- Le Gaulois : littéraire et politique, 29 mars 1919, page 3, Musique, article de Louis Schneider.
- Paris qui chante, 15 octobre 1919, page 7.
- La Rampe, 19 octobre 1919, page 15, article (par intérim) de Pierre Landry.
- Journal de Ruffec, 3 août 1919, page 2, Le colonel Raynal à Angoulême.
- Le Journal, 19 avril 1920, page 3, Courrier théâtral, Apollo. Brève annonçant la création et publicité au-dessus.
- Comoedia, 23 avril 1920, page 2, Les avant-premières : La Belle du Far-West va s'installer à l'Apollo, article de Jules Delini.
- Comoedia illustré, 15 mai 1920, page 341, L'opérette, la revue et les attractions, Apollo - La Belle du Far-West, opérette en trois actes sur un livret de Maurice de Marsan.
- La vie aérienne, 2 octobre 1920, page 140, Tablettes théâtrales, Théâtre de l'Abri, article de Ch. Green.
- Paris-Midi, 20 mai 1922, page 2, La ville et les arts, Communiqués
- Comoedia, 12 février 1929, page 2, Courier musical et théâtral.
- L'ordre, 17 février 1932, page 4, Les spectacles, Théâtres.
- Comoedia, 14 février 1934, page 2 , La vie du spectacle : Au club l'Alhambra - Deux opérettes françaises créées à l'Alhambra, article de Jules Delini.
- Le Ménestrel, 31 janvier 1936, page 36, La semaine dramatique, Théâtre des Capucines, article de Marcel Belvianes
- Les Ondes, 11 juillet 1943, page 11, samedi 17 juillet.